# Všechno nebo nic
Všechno nebo nic je česko-slovensko-polská koprodukční romantická vztahová komedie z roku 2017, kterou dle stejnojmenné literární předlohy (v originále Všetko alebo nič) slovenské spisovatelky Evy Urbaníkové natočila Marta Ferencová, spoluautorka scénáře; do hlavních rolí byli obsazeni Táňa Pauhofová, Klára Issová, Ondřej Sokol, Petra Hřebíčková a další.

## Děj
Linda (Táňa Pauhofová) a Vanda (Klára Issová) jsou nerozlučné kamarádky a také spolumajitelky malého knihkupectví v centru města. Linda je rozvedená „třicítka“, vzdělaná, praktická, má malou dceru a pocit zodpovědnosti; ten naopak chybí Vandě, svobodné, veselé, nezávislé krásce, která sice muže přitahuje jako magnet, ale její živelnosti žádný nestačí. A tak hledá toho pravého. Aktivně. V obchodě s nimi pracuje Edo (Ľuboš Kostelný), který taky touží po lásce na věky věků, ale jako plachý, citlivý a introvertní gay to má těžké…
Životy téhle trojice nakonec stejně zamotá několik mužů. Lindě charismatický developer Jakub (Michał Żebrowski), který není tím, kým se zdá být; Vandě bývalý profesor z vysoké školy Aladar (Krzysztof Tyniec), jehož je ochotná si vzít, „protože ji má rád“. A Edo se už zase přizpůsobuje dalšímu příteli, Leovi (Petr Vaněk)… Nakonec ale všechno dopadne úplně jinak, než všichni čekali.

## Obsazení
| Táňa Pauhofová                          | Linda Lenertová      |
| Klára Issová                            | Vanda                |
| Petra Hřebíčková                        | Lindina švagrová     |
| Ondřej Sokol                            | Martin, Lindin bratr |
| Michał Żebrowski (dabing Michal Dlouhý) | Jakub                |
| Paweł Deląg (dabing Jiří Dvořák)        | Bystřičan            |
| Krzysztof Tyniec                        | Aladar               |
| Ľuboš Kostelný                          | Edo                  |
| Petr Vaněk                              | Leo                  |
| Zuzana Kronerová                        | Lindina matka        |
| Luděk Sobota                            | Lindin otec          |
| Jan Budař                               | Milan                |
| Pavel Batěk                             | Erik                 |
| Ondřej Malý                             | Rasto                |
| Klára Sedláčková-Oltová                 | sekretářka           |
| Veronika Lazorčáková                    | studentka            |
| Natálie Halouzková                      | malá Linda           |
| Marie Ludvíková                         | knihovnice           |
| Václav Upír Krejčí                      | literární kritik     |
| Amelie Pokorná Zedníčková               | Martinova dcera      |
| Šimon Chlouba                           | Martinův syn         |
| Vlastina Svátková                       | Jakubova kolegyně    |
| Leoš Mareš                              | Edův psychiatr       |